# Angerdorf

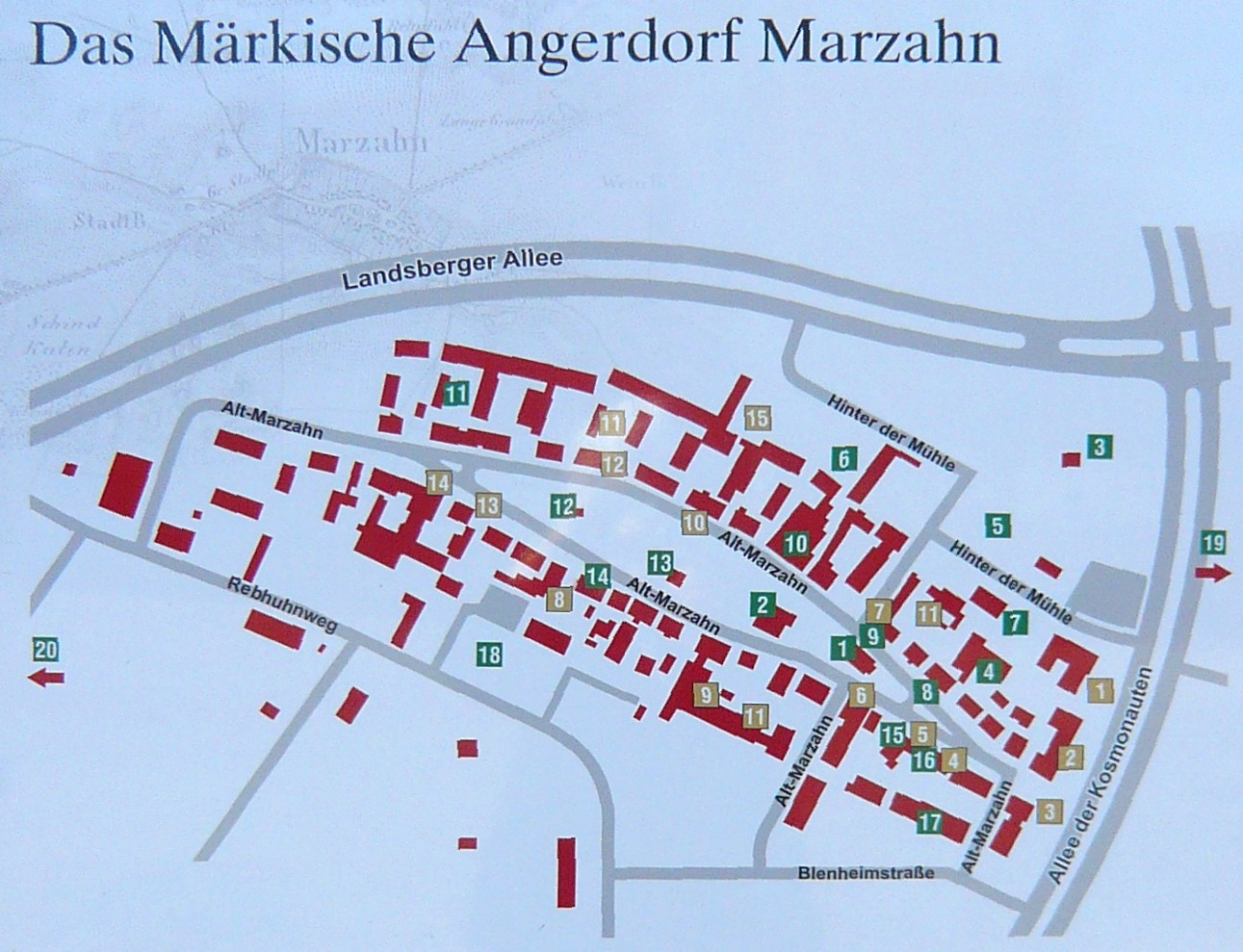
Mappa di un tipico Angerdorf (Marzahn, presso Berlino)

Angerdorf (letteralmente “villaggio ad Anger”) è la denominazione in lingua tedesca di una particolare forma insediativa diffusa nell’Europa centrale.

## Caratteristiche
L'Angerdorf è tipicamente costituito da uno spazio verde centrale in forma di fuso, detto Anger – in alto tedesco antico “pascolo” o “prato” – intorno al quale sono disposte longitudinalmente le case, e dietro a queste gli edifici di servizio (stalle, fienili, magazzini).
L'Anger è ad uso pubblico, e pertanto ospita spesso gli edifici più importanti del villaggio quali la chiesa, la fucina o la scuola; talvolta l'Anger è in corrispondenza di una depressione del terreno ed è quindi percorso da un corso d’acqua, oppure è presente uno stagno.